# Parafia Świętych Apostołów Filipa i Jakuba w Skomlinie
Parafia Świętych Apostołów Filipa i Jakuba w Skomlinie – parafia rzymskokatolicka w Skomlinie. Należy do Dekanatu Mokrsko archidiecezji częstochowskiej. Została utworzona w XIV wieku. Parafię prowadzą księża diecezjalni.